# Валькес, Отто
Отто Герхард Валькес (нем. Otto Gerhard Waalkes, известный публике как Отто, род. 22 июля 1948, Эмден, Германия) — немецкий комик, карикатурист, актёр (в том числе актёр озвучивания), музыкант, режиссёр, сценарист. Обладатель множества призов и наград, среди которых орден «За заслуги перед Федеративной Республикой Германия».
Символом его творчества, а также персонажем серии комиксов и мультфильмов, стал придуманный им маленький слоник по имени Оттифант.

## Биография

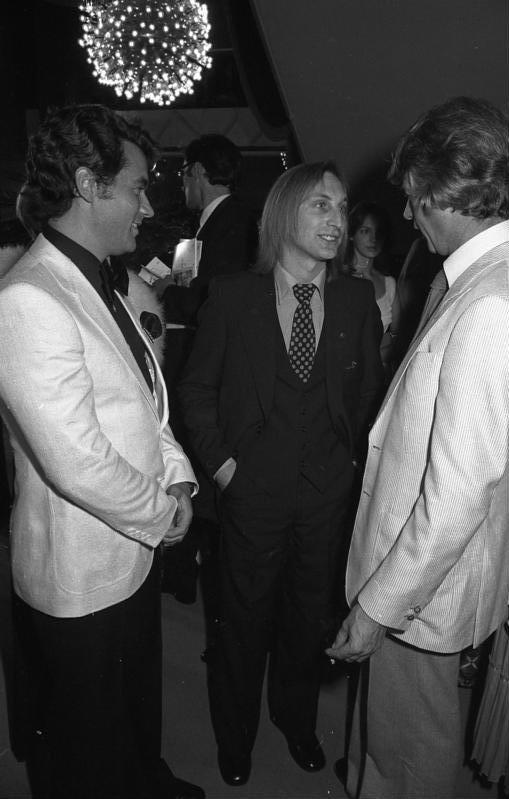
Отто Валькес на фестивале 1977 года с Гансом-Юргеном Боймлером (слева) и Руди Карреллом

Остфризе Отто родился и рос в нижнесаксонском городе Эмден. Родители Отто и его старшего брата Карл-Хайнца (нем. Karl-Heinz) — художник Карл Валькес (нем. Karl Waalkes) и Адель Валькес, урождённая Люпкес (нем. Adele Lüpkes). Мать была членом баптистской общины, воскресную школу которой Отто посещал. В 11 лет он впервые вышел на сцену в эмденском универмаге и спел «Няню Буги», получив в награду книгу и бонус для покупки товаров на 30 марок. В 12 лет ко дню рождения ему подарили гитару, на которой он сразу же начал учиться играть. В гимназии Отто основал группу «The Rustlers», исполнявшую песни «The Beatles». В течение пяти лет группа выступала с концертами в различных местах Восточной Фризии. Позднее Отто сделал себе имя в пабах и клубах гамбургской музыкальной сцены, где раньше пели сами «Битлз».
В 1968 году Отто сдал экзамены на аттестат зрелости (нем. Abitur) в эмденской гимназии, а через два года начал учиться на факультете художественной педагогики в Гамбургской высшей школе изящных искусств, где получил диплом преподавателя искусств, но по профессии никогда не работал. Много лет спустя Отто пригласили провести урок музыки в 10-м классе гимназии, что он охотно сделал к общему удовольствию школьников, но сам при этом не скрывал своей радости, что не стал учителем.
В период вузовского обучения Отто часто выходил на сцену фольклорного гамбургского клуба «Danny’s Pan», где за 10-минутное выступление ему платили пять марок. Жил он тогда в квартире (нем. Wohngemeinschaft) с четырнадцатью соседями, среди которых были рок-музыканты Удо Линденберг и Вестернхаген. В ранних появлениях перед публикой Отто уже проявлял интерес к юмору, используя переведённые скетчи из программ Вуди Аллена 1960-х годов, слегка их изменяя и сокращая. Свою способность веселить зрительный зал Отто чётко осознал, когда уронив микрофон и старательно оправдываясь, заметил, что по сравнению с пением и музыкой его смешные извинения вызывают у публики гораздо более живой интерес. После этого случая в программах его выступлений стали доминировать шутки, которые он включал в изменённые тексты исполняемых под гитару известных песен. На выбор его сценического амплуа повлияли такие немецкие комики, как Гейнц Эрхардт и Инго Инстербург.
Юмор Отто начал обогащаться каламбурами, клоунскими пародиями, скоморошеством, смешными телодвижениями и жестами, политическими аллюзиями и сатирой.

### Карьера
В 1972 году Отто Валькес встретил своего будущего менеджера Ханса Отто Мертенса (нем. Hans Otto Mertens). Когда ни одна звукозаписывающая компания не проявляла интереса к творчеству Отто, они вдвоём за свои деньги записали очередной концерт «The Rustlers» на созданный ими лейбл «Rüssl Räckords». Этикетку украсил нарисованный Валькесом слоник «Оттифант», ставший своеобразным талисманом комика. В это время началось сотрудничество Отто с писателями и иллюстраторами из «Новой франкфуртской школы», он приобрёл известность не только в Гамбурге, но и за его пределами. Ему начали предлагать для выступлений такие вместительные концертные площадки, как Westfalenhallen в Дортмунде. В 1973 году на канале WDR появилась первая телепередача Отто, одним из гостей которой был австрийский музыкант Питер Хортон. В ней Отто показал эскиз «Курса английского языка с Петром, Павлом и Марией», что вызвало повышенный интерес зрителей. Первую и следующие 10 телепередач записывали на долгоиграющие пластинки (LP) (англ. Long Play). До середины 1980-х годов Отто выпускал новые LP, за их высокие тиражи продаж он регулярно получал в награду золотые и платиновые диски. На канале ZDF (1982—1988) раз в месяц выходило телешоу с видеоклипами актуальных хитов поп-музыки. Его «модерировал» настоящий шимпанзе Ронни, одетый в костюм и с микрофоном в руке. Придумавший это шоу Отто озвучивал Ронни своим голосом со своими шутками. Новая авторская «Отто-серия» появилась в 1995 году на телеканале RTL. Телевизионную премию «Бэмби» Валькесу вручали пять раз в разных номинациях.
С 1975 по 2018 год основную часть своего времени Отто уделял кино. Он принял участие в создании 27 фильмов, нередко совмещая в одном лице сценариста, режиссёра, продюсера, композитора и актёра. Это прежде всего касается серии фильмов, где Отто играет самого себя, по сюжету попадающего в причудливые и смешные ситуации . Пиком кинокарьеры был 1985 год, когда «Отто — фильм» посмотрели более десяти миллионов зрителей. Параллельно он занимался синхронным озвучиванием и дублированием на немецкий язык разных персонажей зарубежных фильмов. Многие его фильмы поступали в продажу, записанные на DVD. С 1980 по 2018 год Отто с соавторами публиковал книги; продолжал выпускать диски с концертными и студийными записями; много гастролировал по Германии и за её пределами.

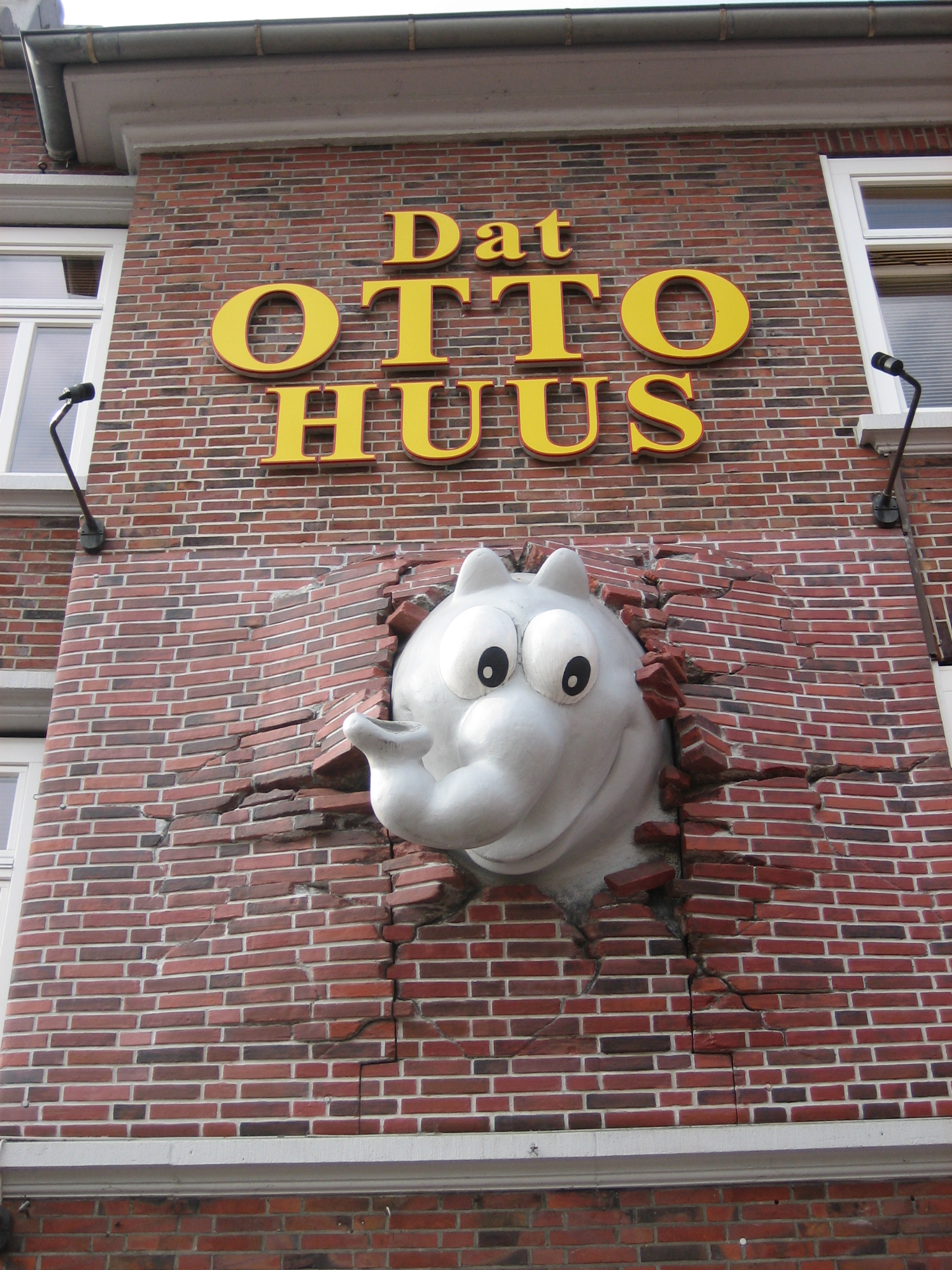
«Оттифант» на стене музея Отто в Эмдене

1 августа 1987 года возле ратуши родного города Отто Эмдена на двух этажах переоборудованной старой аптеки открылся музей, «где можно посмеяться», названный на восточнофризском диалекте «Dat Otto Huus». В нём демонстрируются отрывки из авторских телепередач и кинофильмов; экспонируются памятные для Отто вещи, эскизы сценических постановок, реквизит.
Многие фильмы Отто с комедийными ситуациями и карикатурными персонажами — пародийные отклики на актуальные события в культуре и общественной жизни.

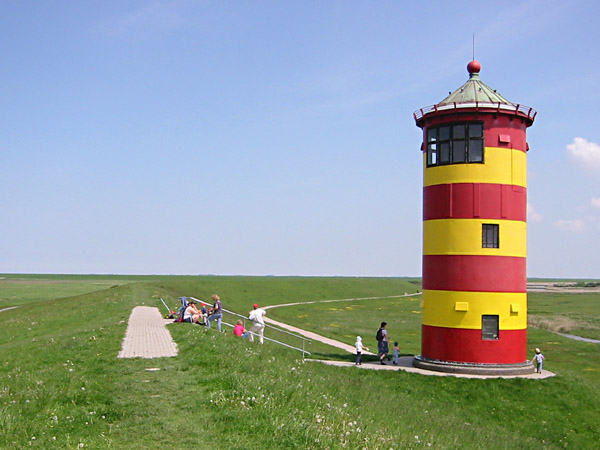
Маяк — башня «Отто Гросса»

 В фильме «Отто — пришелец из Фризии» предприимчивого гида зовут «Отто Гросс». Он превратил реальный маяк неподалёку от деревни Пильзум в свой дом и продаёт заезжим туристам сувенир «мини-маяк», склеенный из рулонов туалетной бумаги.
Самым известным придуманным Отто персонажем остаётся его слоник. Нарисованный для оформления пластинок «Оттифант» превратился в независимую фигуру со своей семьёй слонов, чьи истории публиковались в различных газетах и книгах. В 1993 году эти комиксы легли в основу серии «Оттифанты Отто» из 13 мультфильмов, которые показывали на каналах RTL и Super RTL. В 2001 году был снят мультфильм «Команда Штертебекер с Оттифантами».

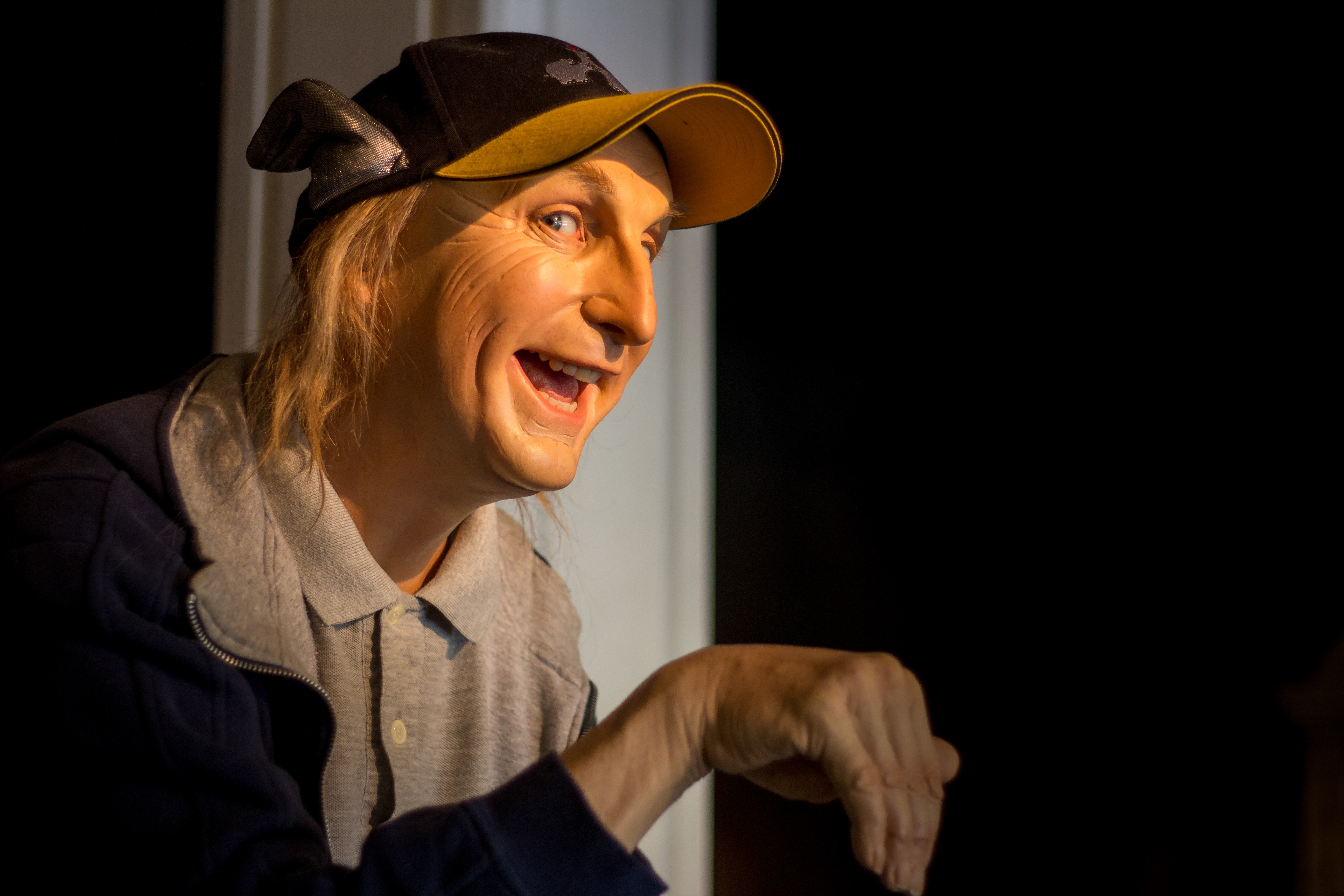
Восковая фигура Отто в гамбургском паноптикуме

Отто Валькес считается одним из самых успешных немецких юмористов. В 2004 году фильм Отто «7 гномов — мужчины одни в лесу» посмотрели почти семь миллионов зрителей в немецких кинотеатрах. В 2006 году сиквел «7 гномов — леса не хватает» получил кинопремию «Золотой экран».
В телесериале «Наши лучшие комики» на канале ZDF из пятидесяти номинированных в 2007 году актёров три первых места заняли: Лорио, Гейнц Эрхардт и Отто Валькес.
В 2015 году восковая фигура Отто появилась в гамбурском музее среди многих мировых знаменитостей
.
Когда в 2018 году Отто наградили орденом «За заслуги перед Федеративной Республикой Германия», культового комика поздравили многие его коллегии из немецкой комедийной элиты, отметившие способности Отто веселить миллионы зрителей. Во Франкфурте-на-Майне с 25 апреля по 2 сентября 2018 года в специализированном музее (нем. Caricatura Museum für Komische Kunst) была открыта персональная выставка карикатур и комических рисунков Отто. А с 14 сентября 2018 года до 17 февраля 2019 года эту выставку можно было посетить в гамбургском музее прикладного искусства, в интерьере которого Отто нарисовал на стене двух «Оттифантов». Его слоников можно увидеть в интернет-магазине среди игрушек, предметов одежды и быта.
Летом 2019 года в родном городе Эмден, почётным гражданином которого Отто является, установили четыре особых светофора. У них на зелёном свете возникает фигурка комика в характерном прыжке. При обсуждении эскизов вариант с «Оттифантом» отклонили, поскольку юридически допускается использовать в светофорах только символы человека. Сам Отто смеясь отметил, что прохожие часто не идут на зелёный свет, а останавливаются, чтобы сделать селфи.
Осенью 2019 года было объявлено, что готовится к выпуску немецкая киноадаптация британской телесерии Catweazle. Отто играет в ней главную роль волшебника, путешествующего во времени со своими юными друзьями. Начало показа фильма в кинотеатрах запланировано на Рождество (нем. Weihnachten) 2020 года.
В апреле 2021 года Отто по приглашению Хайди Клум принял участие в шоу Germany’s Next Topmode. Сначала советами он помогал участницам создавать эмоционально окрашенный образ, а затем их результаты оценивал вместе с Хайди Клум.

#### Отзывы
Премьер-министр Нижней Саксонии Штефан Вайль, вручая Отто в 2014 году орден «Niedersächsischer Verdienstorden», обратил внимание на задаваемые Валькесом жизненно важные вопросы: «Откуда мы пришли? Куда мы идём? И что мы делаем в это время?».
В 2015 году на канале ZDF к 50-летию артистической деятельности комика показали юбилейное шоу под названием «Отто — рождённый валять дурака» (нем. Otto — Geboren um zu blödeln). В нём прозвучали такие слова:

Оригинальный текст (нем.) Viele Otto-Sketche, Lieder, Reime und Geräusche gehören längst zum kollektiven Gedächtnis, sind Kulturgut geworden und werden sowohl von Erwachsenen als auch von Kindern auswendig zitiert.
«Многие скетчи, песни, рифмы Отто, давно ставшие частью коллективной памяти и культурного достояния, цитируют наизусть взрослые и дети»

В декабре 2018 года сатирический журнал Titanic включил в новогодний подарочный пакет вышедшую к 70-летию комика его «Большую Отто-биографию». Эта книга в еженедельнике «Время» названа абсолютным бестселлером, в котором каждое предложение содержит гэг. По словам критика Урсулы Мэрц, Валькес как «гигант бессмысленного дурачества», мог бы читать лекции в театральном институте, рассказывая, чему сам учился, почему стал антагонистом политического кабаре, как сохранил в себе ребёнка.

#### Награды
За свои успехи и комедийный талант Отто Валькес был удостоен многих почестей и наград.

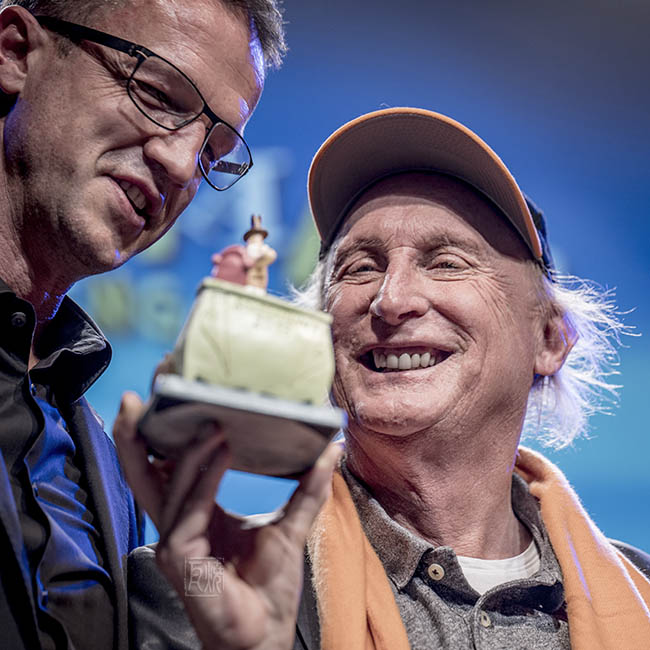
Фреди Бобич во Франкфурте-на-Майне при вручении Отто в 2018 году премии за труд всей жизни Sondermann-Preis

- 1976: Бэмби — Publikumsbambi als beliebtester Fernsehliedermacher
- 1977: Золотая камера 1976[нем.] в категории Лучшие комедии
- 1978: Goldener Elefant für 125.000 verkaufte LPs in Österreich
- 1982: Бэмби — Video-Bambi
- 1984: Grimme-Preis, серебряный приз за Hilfe, Otto kommt
- 1985: Бэмби — Film national für Otto — Der Film
- 1986: Золотой экран
- 1990: Бэмби — Mini Bambi
- 1994: RSH-Gold
- 1997: Эхо
- 2001: Золотое перо
- 2002: Немецкий комеди-приз[нем.] für sein Lebenswerk
- 2003: Золотая Европа[нем.] für 20 Jahre Comedy-Erfolg
- 2005: Геттингенский лось[нем.]
- 2005: «Немецкий комеди-приз» — Лучшая кино-комедия: 7 гномов — мужчины одни в лесу
- 2006: Bravo Otto, бронза в категории Комедия
- 2007: Platz 3 bei Unsere Besten — Komiker und Co.
- 2007: Das große Kleinkunstfestival[нем.] — Почётный приз
- 2007: «Немецкий комеди-приз» — Лучшая кино-комедия 7 гномов — леса недостаточно
- 2014: Bayerischer Fernsehpreis[нем.] — Почётный приз за труд всей жизни
- 2014: Niedersächsischer Verdienstorden[нем.] Verdienstkreuz des Landes Niedersachsen
- 2015: Бэмби — Comedy
- 2018: Bayerischer Kabarettpreis[нем.] — Почётный приз
- 2018: Почётный гражданин города Эмден[40]
- 2018: Орден «За заслуги перед Федеративной Республикой Германия» 1. класса[30]
- 2018: Goldene Henne[нем.] — За труд всей жизни
- 2018: Sondermann-Preis[нем.] — За труд всей жизни
- 2019: Немецкая анимационная премия (нем. Deutscher Animationssprecherpreis) — за озвучивание Гринча в одноимённом мультфильме 2018 года

### Личная жизнь
В автобиографической книге «Мозжечок для всех: Большая Оттобиография» Валькес признаётся, что в семейной жизни он совершал гораздо больше непростительных ошибок, чем в профессиональной. Двенадцать лет (1987—1999) продлился брак с его первой любовью — Мануэлой Эбельт (нем. Manuela Ebelt). В 1987 году родился их сын Вениамин Карл Отто Григорий (нем. Benjamin Karl Otto Gregory). Однажды после многомесячного отсутствия из-за работы на съёмках Отто появился дома и услышал от Мануэлы, что так больше продолжаться не может и что она решилась на развод.
В сентябре 2000 года в Йорке Отто женился на актрисе Эве Хасман, которая с детства была поклонницей его таланта. Супруги сразу решили, что у них будет открытый брак, поскольку оба часто жили в разных местах, много времени отдавая работе. Несмотря на добрые отношения, пара рассталась в начале ноября 2011 года, а 22 ноября 2012 года брак был расторгнут официально.
В отличие от своего брата Карл-Хайнца, постоянного жителя родного Эмдена, Отто Валькес подолгу находился в разных городах и странах, работая над фильмами. Основным местом своего проживания он выбрал район Бланкенезе в Гамбурге.

## Фильмография

### Кинофильмы
- 1985: Отто — фильм[нем.]
- 1987: Отто — новый фильм[нем.]
- 1989: Отто — пришелец из Фризии[нем.]
- 1992: Отто — фильм о любви[нем.]
- 2000: Отто — фильм-катастрофа[нем.]
- 2001: Коммандо Штёртебекер[нем.]
- 2004: 7 гномов — мужчины одни в лесу[нем.]
- 2006: 7 гномов — леса не хватает[нем.]
- 2010: Одиннадцать Отто[нем.]
- 2014: Седьмой гном[нем.]
- 2015: Картофельный салат — не спрашивать![нем.]
- 2015: Помогите, я уменьшил свою учительницу[нем.] (Cameo)
- 2018: Помогите, я уменьшил моих родителей[нем.]
- 2021: Катвеацле[нем.]

### Телефильмы
- 1999: Гамбургский счёт[нем.] режиссёра Зёнке Вортмана (гость)
- 2004: Сумасшедшая гонка 2 — почему стена действительно упала[нем.] (научный работник)

### Озвучивание ролей и немецкий дубляж
- 1993: Оттифантен Отто[нем.] — Бруно Боммель (RTL)
- 1998: Мулан — дракон Мушу, в оригинале Эдди Мёрфи
- 2001: Коммандо Штёртебекер[нем.] — Бруно Боммель и попугай Штёртебекера
- 2002: Ледниковый период — Сид ленивец, в оригинале Джон Легуизамо
- 2002: Kingdom Hearts (игра) — короткая синхронная роль дракона Мушу из Мулана
- 2004: Мулан 2 — дракон Мушу, в оригинале Марк Мосли[англ.]
- 2005: Зигфрид[нем.] — анимационный кузнечик
- 2006: Ледниковый период 2: Глобальное потепление — Сид ленивец, в оригинале Джон Легуизамо
- 2006: Euronics[нем.] — рекламный ролик
- 2007: Переполох в Гималаях — короткая синхронная роль фельдмаршала
- 2009: Ледниковый период 3: Эра динозавров — Сид ленивец, в оригинале Джон Легуизамо
- 2011: Ледниковый период: Гигантское Рождество — Сид ленивец, в оригинале Джон Легуизамо
- 2012: Ледниковый период 4: Континентальный дрейф — Сид ленивец, в оригинале Джон Легуизамо
- 2013: Динозавры 3D — в царстве гигантов[нем.] — Алекс, в оригинале Джон Легуизамо
- 2016: Ледниковый период 5: Столкновение неизбежно Сид ленивец, в оригинале Джон Легуизамо
- 2018: Гринч (мультфильм) — Гринч (персонаж), в оригинале Бенедикт Камбербэтч